# ترافيس رايس
ترافيس رايس (بالإنجليزية: Travis Rice)‏ هو متزلج على الثلوج أمريكي، ولد في 9 أكتوبر 1982 في Jackson Hole ‏ في الولايات المتحدة.